# مكوك نسيج

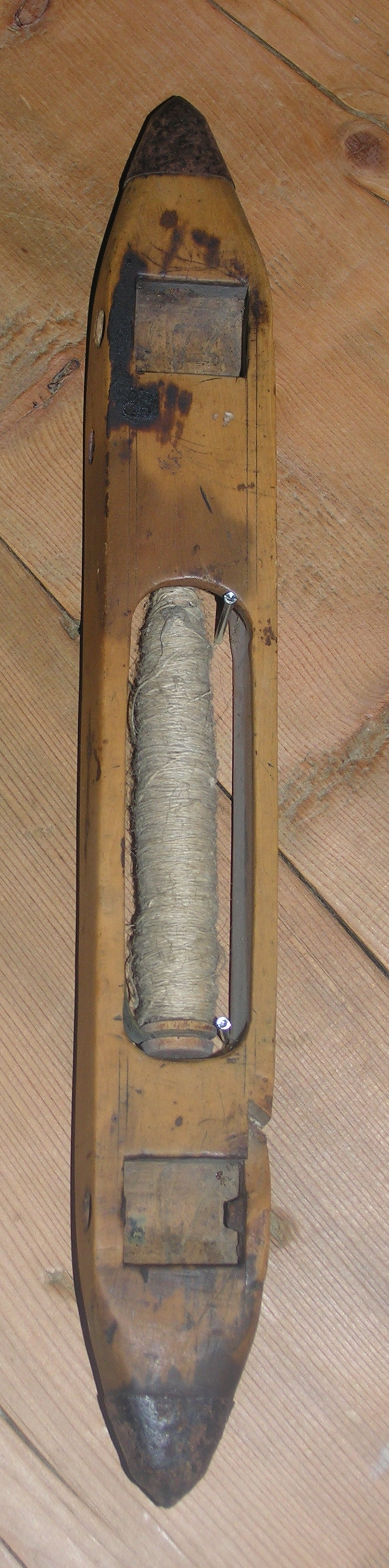
مكوك النسيج الخشبي وبداخله البكرة

المكوك هو أداة مصممة لتخزين خيط اللحمة أثناء النسج. يقذف المكوك فيمر جيئة وذهابا عبر النفس بين خيوط السدى. أبسط مكوك مصنوع من قطعة مسطحة رقيقة من الخشب ذات أثلام في نهاياتها لكي تحمل خيط الحدف. وهناك المكوك الأكثر تعقيدا والذي يحمل البكرة معه.
تصنع المكوكات عادة من خشب شجرة القرانيا لأنه قاسي ومقاوم للتشظي والتشقق، ويمكن أن يصقل ليعطي ملمسا ناعما.
كانت المكوكات الأولية تمرر باليد من طرف إلى آخر، ولكن اخترع جون كاي النول في عام 1733 الذي تضمن فكرة المكوك الطائر. يمكن لهذا المكوك أن يذهب لبعد أكبر وبوقت أقصر فكان تطورا مهما في نول النسيج.

## معرض صور

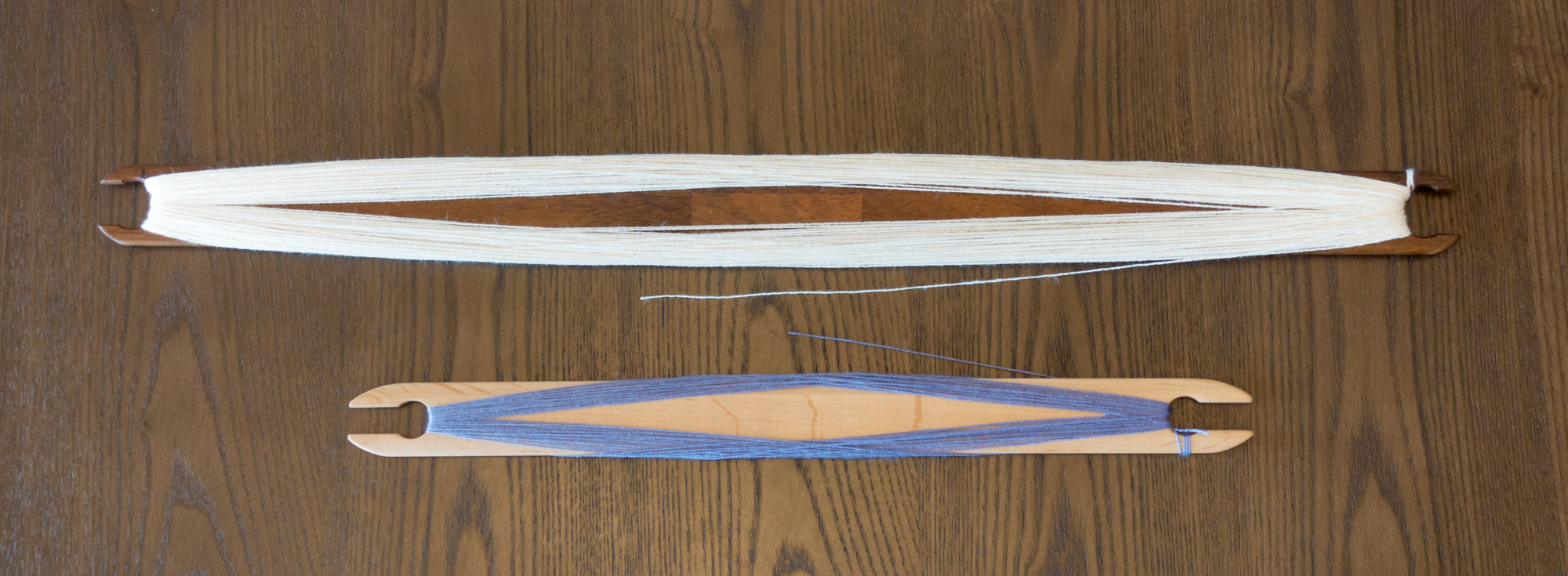
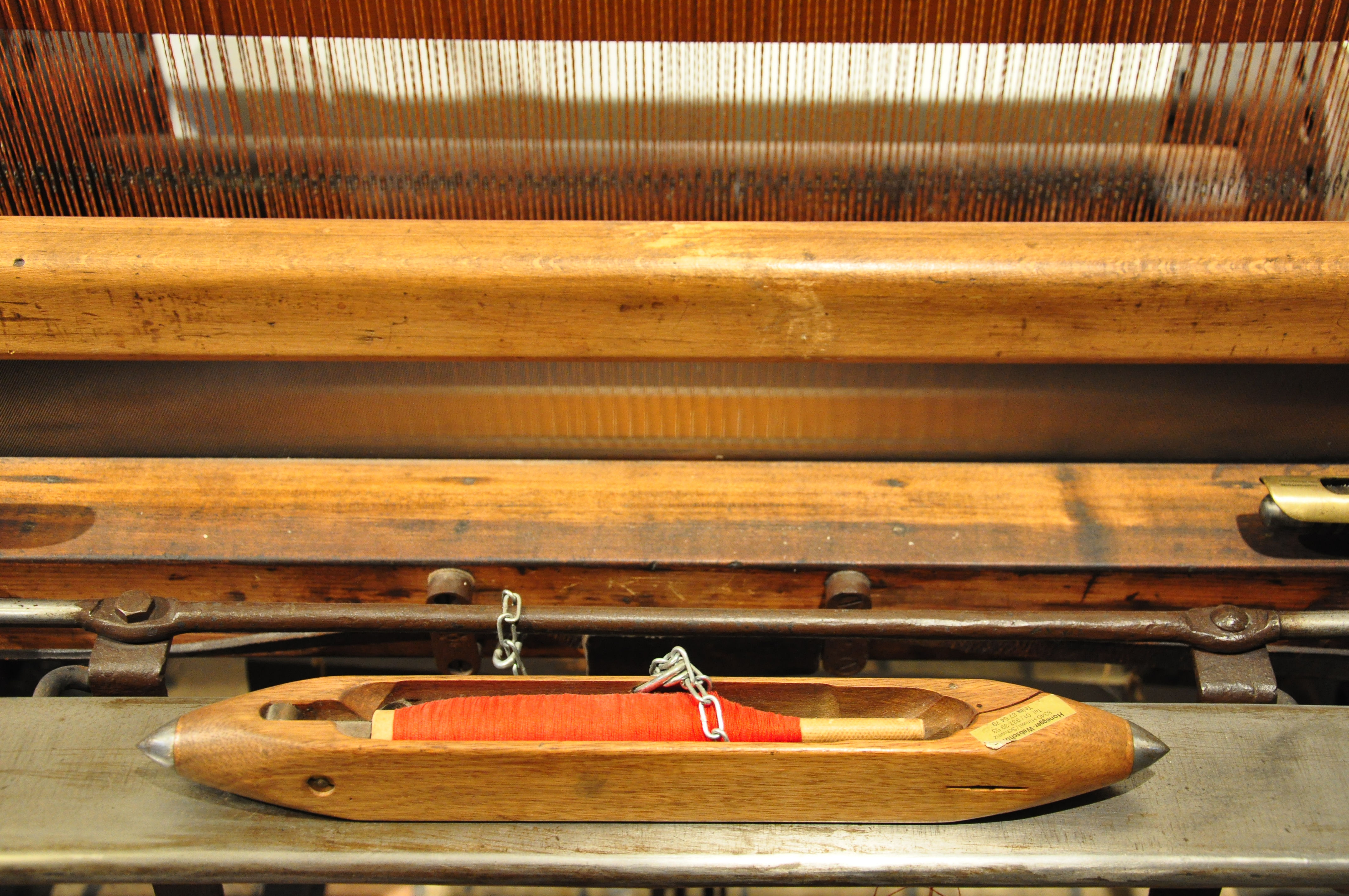
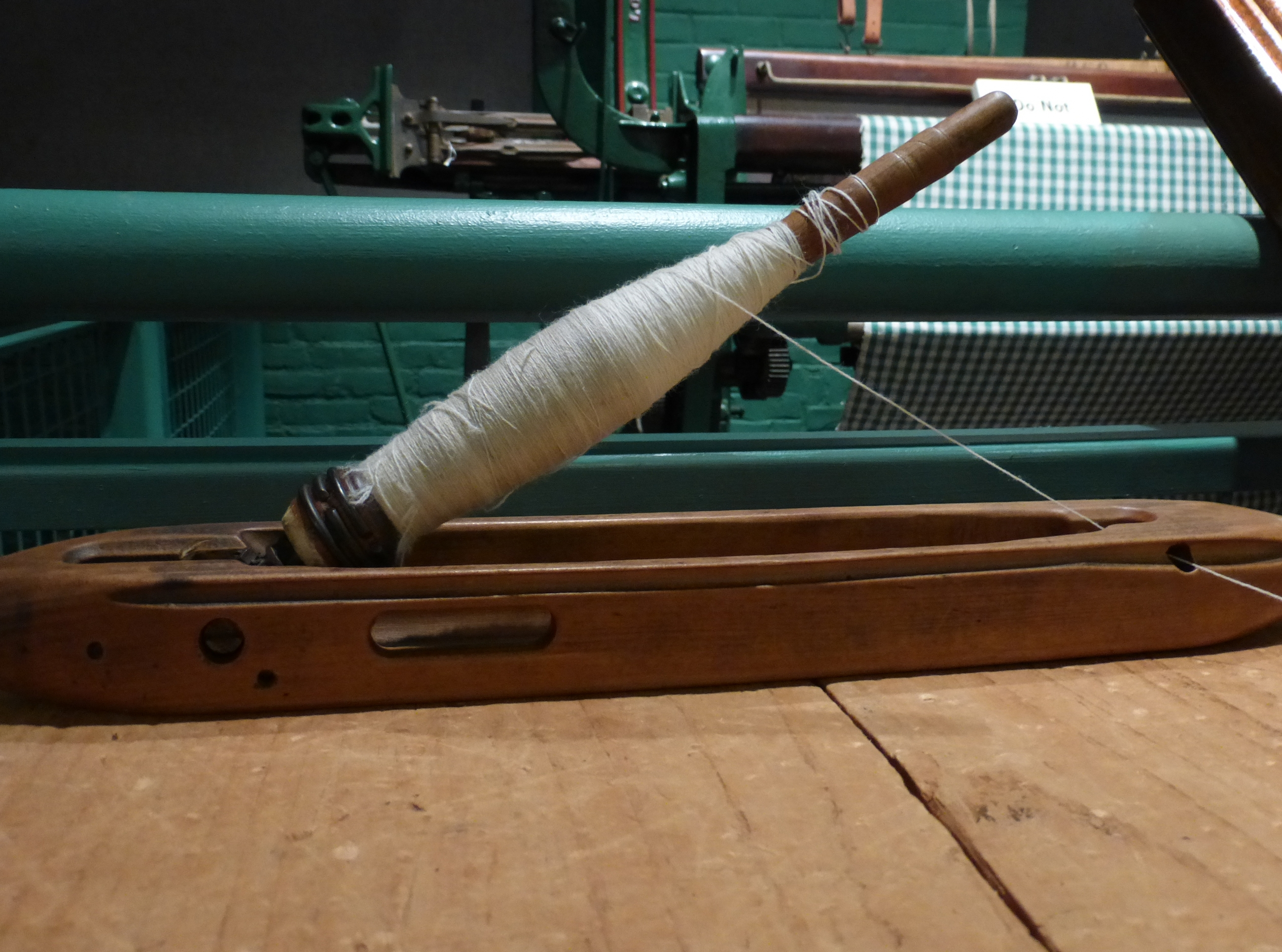
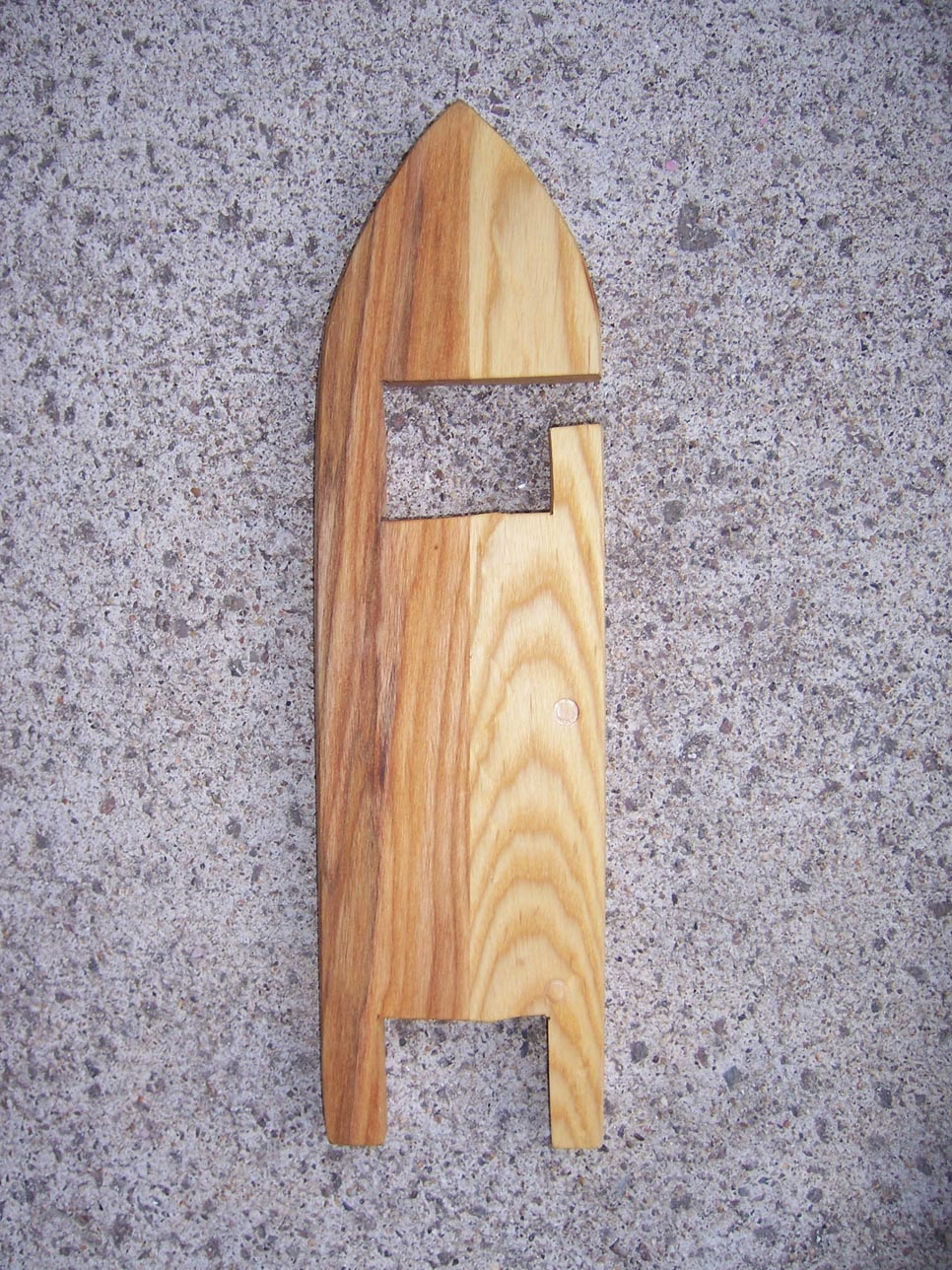

## وصلات خارجية
- Shuttle looms for narrow fabrics نسخة محفوظة 1 أكتوبر 2013 على موقع واي باك مشين.